# Парк Національного відродження (Тернопіль)
Парк Націона́льного відро́дження (колишня назва Комсомо́льський парк) — парк у місті Тернополі, розташований між житловими масивами «Східний», «Канада» і «Сонячний».

## Історія
Площа парку «Національного відродження» — 54 га. Закладений у 1978 р., створений методом народної будови, і багато тернополян середнього покоління причетні до цієї справи. Парк відрізняється з-поміж інших мальовничим природним рельєфом, чудовими краєвидами, особливим відчуттям простору і світла, яке охоплює кожного, хто зупиняється на оглядовому майданчику з боку проспекту Степана Бандери. Від нього до центру парку веде широка алея, ефектно прикрашена зеленими кулями сформованого граба.
Також головним символом цього парку був величний пам'ятник радянським льотчикам — літак, що височів на постаменті. Демонтований у квітні 2022 року.

## Флора
Парк «Національного відродження» налічує біля 60-ти видів дерев, кущів. Серед них: каштан кінський, клен американський, береза пухнаста і бородавчаста, тополі берлінська, канадська, пірамідальна, верба біла, плакуча, козяча, ялина колюча і звичайна, церцис японський, горіх волоський, різні види і форми туї, ялівцю, спіреї, кипарисовика.
12 квітня 2014 року міський голова Сергій Надал, його заступники, депутати і працівники міської ради посадили тут 100 дерев катальпи у вигляді цифри 100 в пам'ять Небесної сотні..

## Розваги та атракціони
Парк має активний сезон і пасивний сезон. Під час активного сезону у парку працюють атракціони, ресторани, проводяться різні культурні заходи, а під час пасивного сезону парк підходить лише для прогулянок.
Жителі наймолодших масивів — Східного, Сонячного, Ювілейного і 10-го мікрорайону (Канада) люблять відпочивати у цьому парку. Тут споруджене перше в Україні Співоче поле. Його сцена розрахована на 1200 артистів. П'ять тисяч глядачів розміщуються в амфітеатрі, стільки ж — на видових майданчиках. Співоче поле було відкрите у червні 1986 р. під час 1 Республіканського свята народної творчості, яке проходило в Тернополі.
У парку на сьогодні діє 9 атракціонів від власників парку: «Веселі гірки», «Грибок», «Ромашка», «Карусель», «Колесо огляду», «Клоун», «Юнга», «Берізка», «Сюрприз». Серед них 3 атракціони лише для дітей, 4 для всіх вікових категорій і 2 лише для дорослих і дітей віком від 12 років. Узимку атракціон «Клоун» перевозиться на Театральний майдан і експлуатується вже там. Іще тут діють різні атракціони не від власників парку. Це, наприклад, батути чи «трясучки». Іноді у парк напередодні дня міста приїжджає переносний лунапарк з міста Кременчука.
Також у парку є два дитячих і три спортивних майданчики,; ресторани «Арарат», «Лемківський двір» і «Вогнем і ножем»; пішохідний фонтан. Крім цього, на території парку під час активного сезону працюють кіоски з морозивом, молочними коктейлями, гарячими стравами чи іграшками.
30 жовтня 2021 р. в парку вперше відбувся Забіг з домашніми улюбленцями. Участь взяло близько 40 котів, собак, кроликів, а також їх господарів, тернополян. Організатором виступило міське управління спорту і фізичної культури.
З 15 серпня по 22 вересня 2024 р. в парку поблизу Співочого поля розміщувались атракціони від лунапарку з Вінниці.

## Пам'ятки природи
Неподалік Співочого поля з крутого схилу било Тернопільське джерело — гідрологічна пам'ятка природи (0.01 га, рішення виконкому міськради № 131 від 14 березня 1977 р.).

## Пам'ятники
У парку побудовано пам'ятники Льотчикам-Визволителям Тернополя з боку проспекту Степана Бандери та могила Січовим стрільцям, воїнам-інтернаціоналістам зі сторони проспекту Злуки, та пам'ятник Чорнобильцям і загиблим міліціонерам, біля яких відбуваються мітинги-реквієми, зустрічі, вшанування пам'яті загиблих.

## Фестивалі, свята
Парк «Національного відродження» — місце проведення свят: зими, весни, Дня міста, рок-фестивалю «Нівроку» та багато інших. Неодмінним атрибутом Дня міста є виставка квітів, народних ремесел, які традиційно відбуваються на горіховій алеї парку.

## Світлини

Співоче поле
Пам'ятник жертвам Чорнобильської катастрофи та інших аварій, пов'язаних з ядерною енергією
Тернопільське джерело
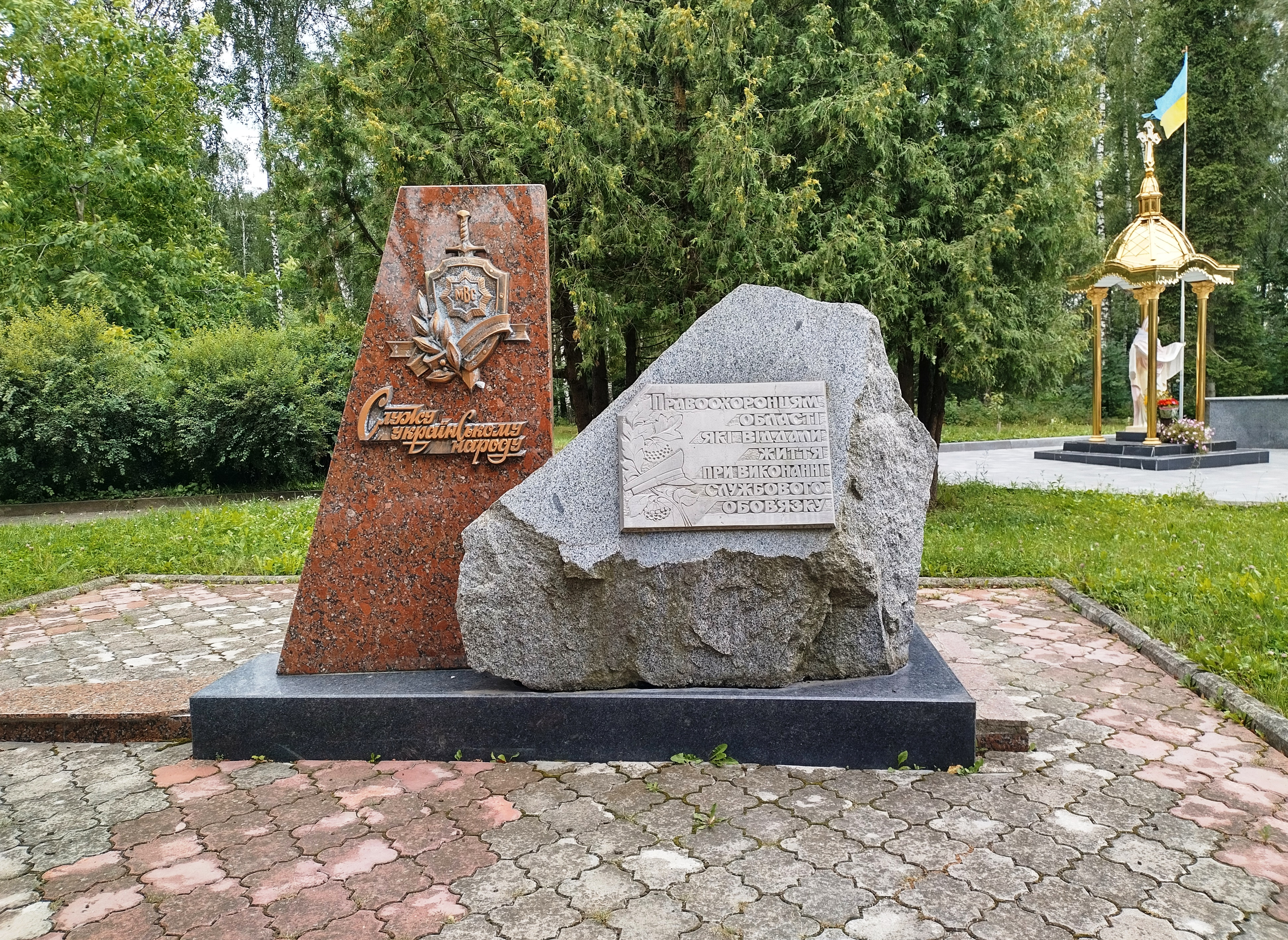
Пам'ятник правоохороннцям "Служу українському народу"
Колишній фонтан «Олімпіада»
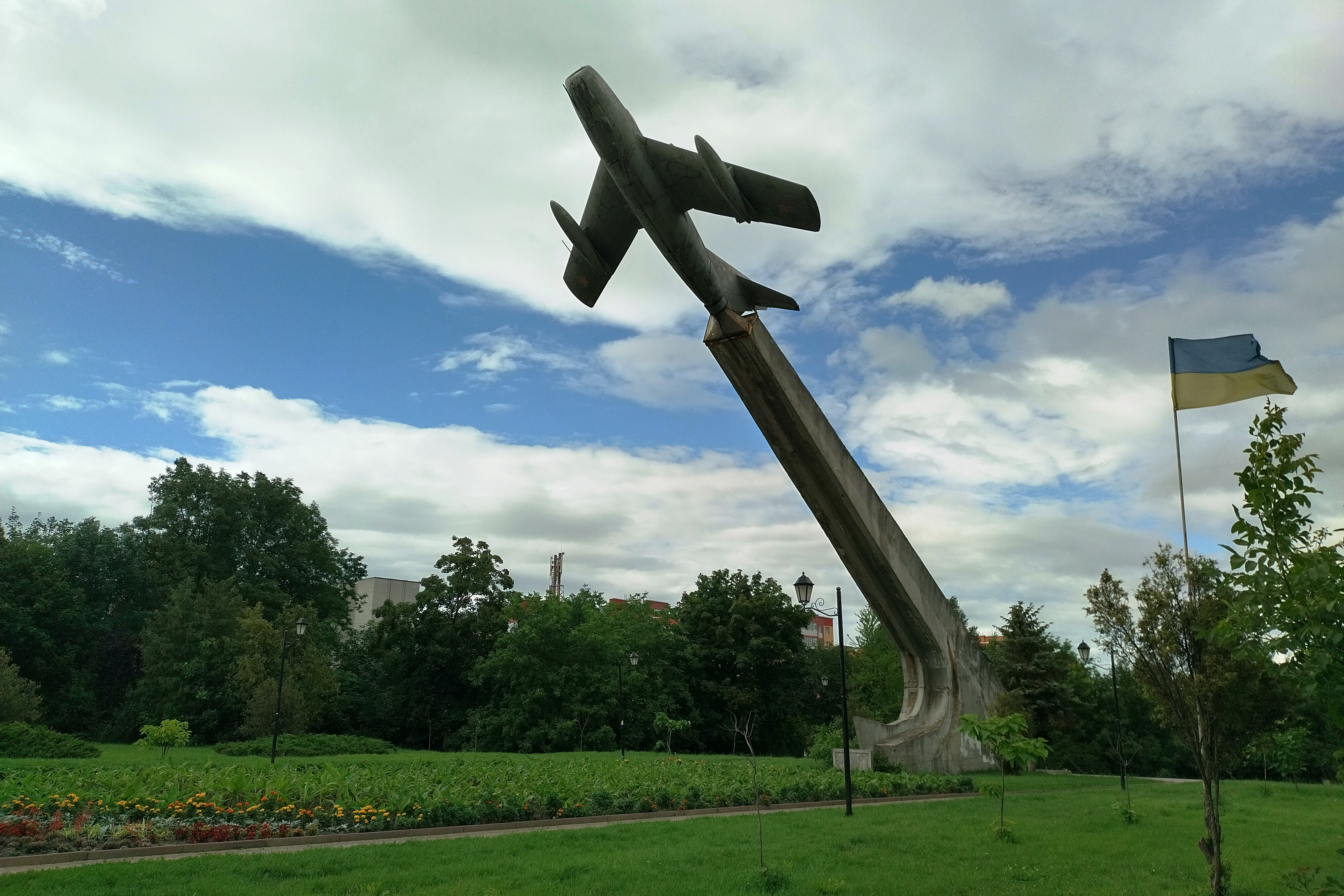
Пам'ятник льотчикам-визволителям Тернополя від німецько-фашистських загарбників
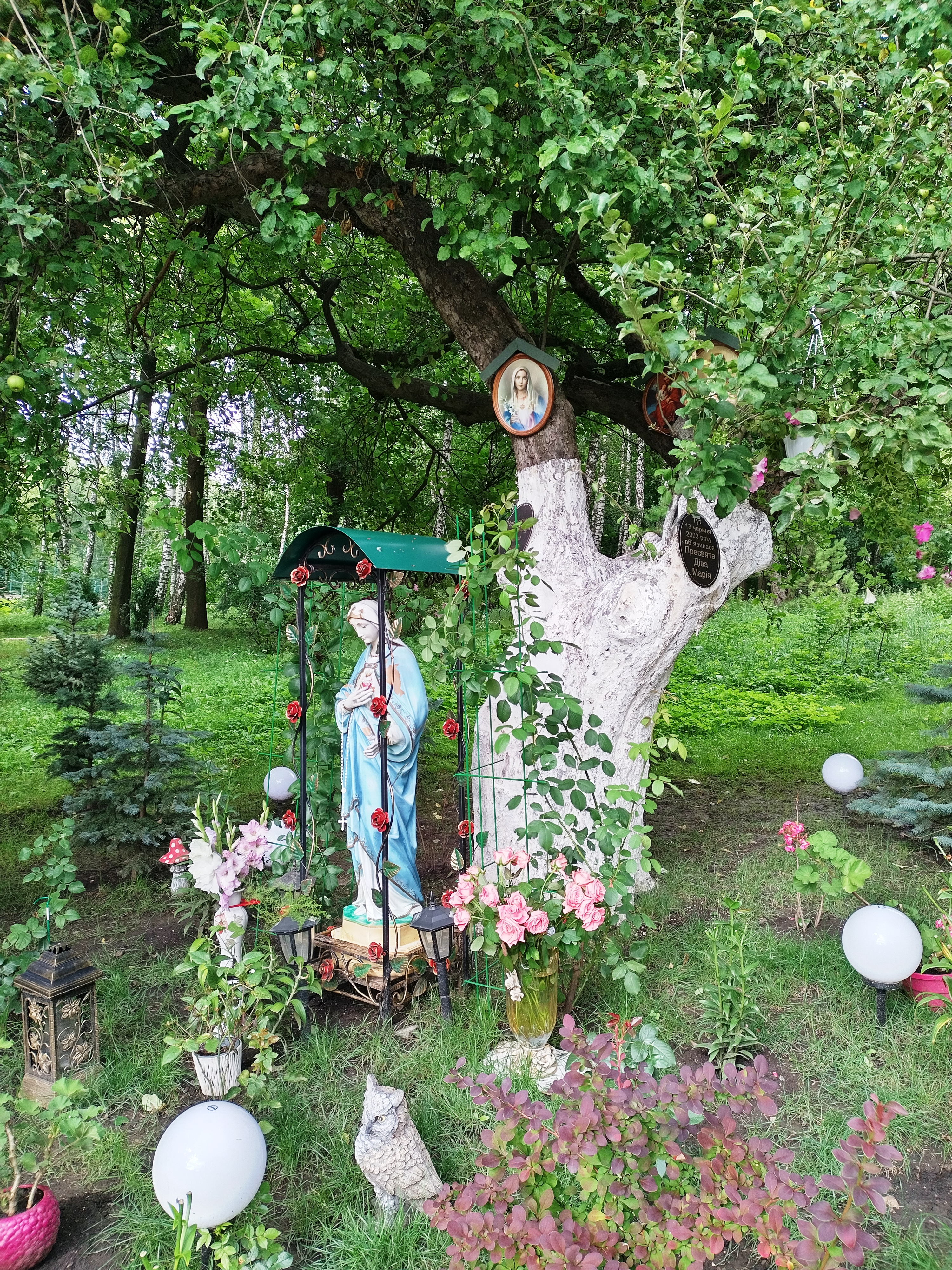
Місце в парку де об'явилася Пресвята Діва Марія
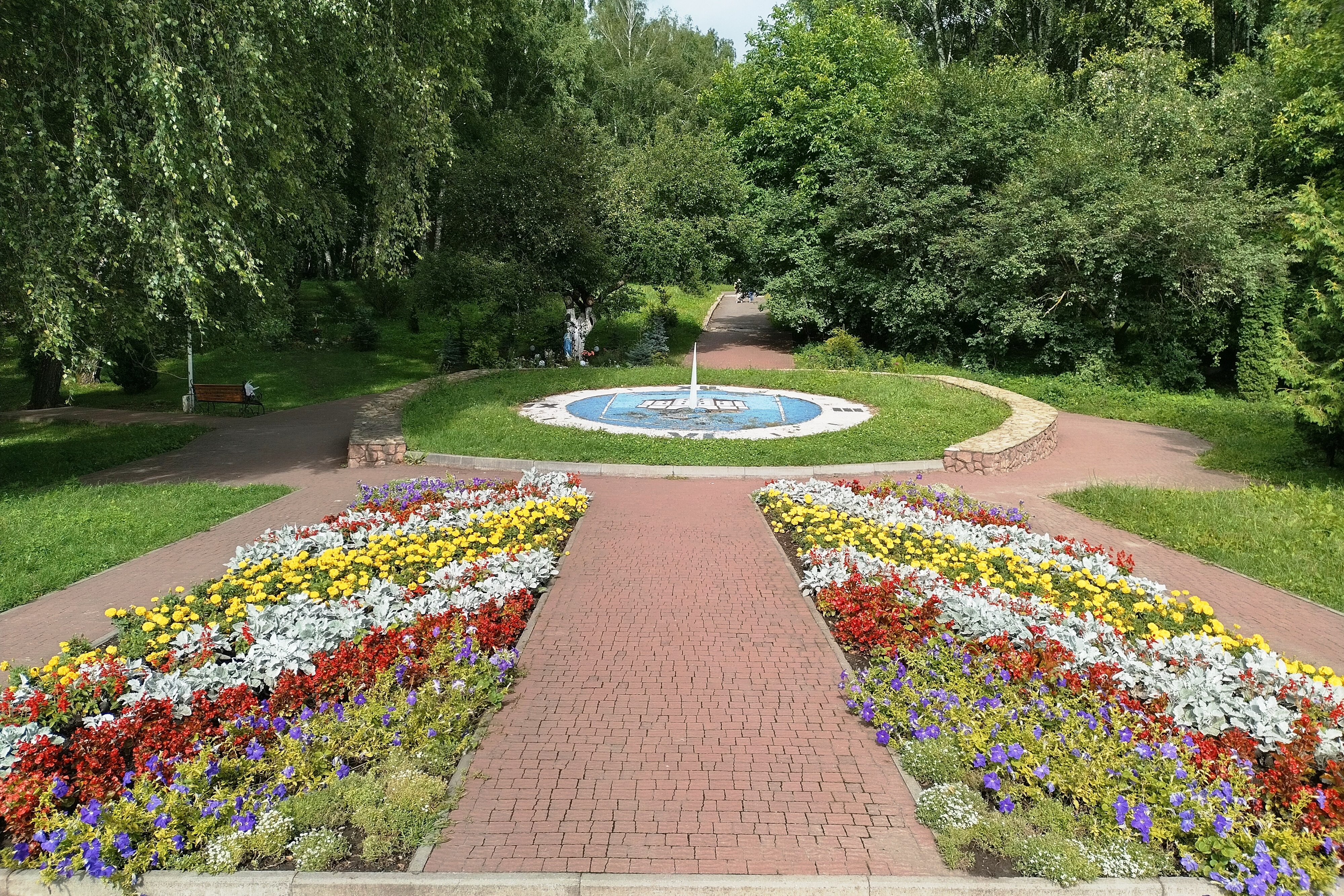
Сонячний годинник
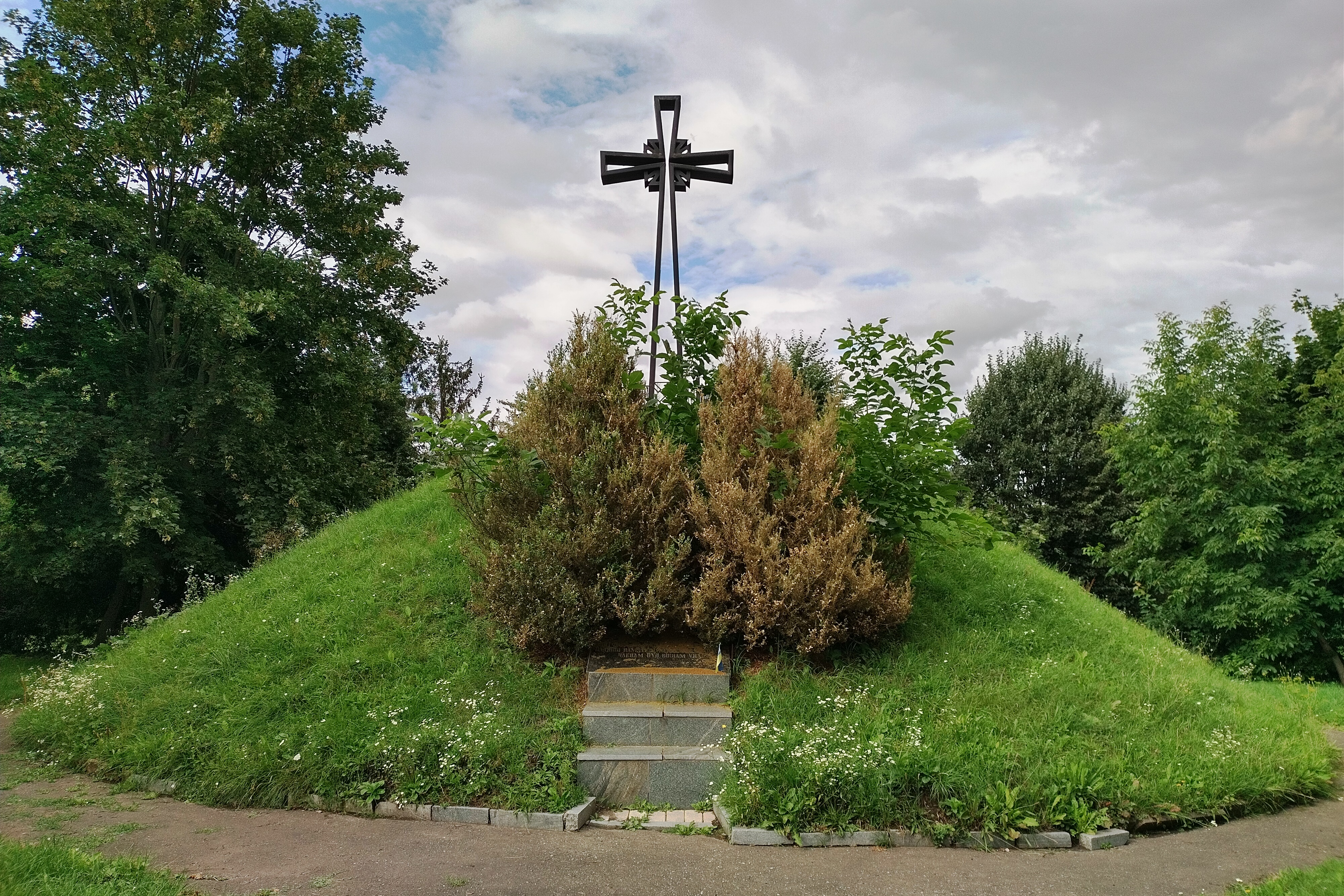
Пам'ятний знак Героям ОУН-УПА